# Angraecum didieri
Angraecum didieri es una orquídea epífita originaria de Madagascar.

## Distribución y hábitat
Se encuentra en Madagascar en los bosques húmedos, a una altitud de 600-1500 m s. n. m.

## Descripción
Es una orquídea de  tamaño pequeño, que prefiere clima cálido a fresco, es epífita con el  tallo corto y lleva  de 5 a 7 hojas liguladas, coriáceas y el ápice bilobulado de forma desigual. Florece en  en una corta inflorescencia  con 2 a 3 brácteas y lleva una flor solitaria de 5 a 6,5 cm de ancho. La floración se produce entre abril y junio en el hemisferio norte.

## Cultivo
Crecen en la sombra con clima fresco y cálido. Necesitan para su crecimiento un medio de corteza de abeto o de musgo arborescente y proporcionarle agua regularmente.  La planta se encuentra mejor si está colgada.

## Taxonomía
Angraecum didieri fue descrita por (Baill. ex Finet) Schltr. y publicado en Beihefte zum Botanischen Centralblatt 33(2): 433. 1915.
Etimología
Angraecum: nombre genérico que se refiere en Malayo a su apariencia similar a las Vanda.
didieri: epíteto otorgado en honor de G.Didier" (botánico francés de los años 1900).
Sinonimia
- Macroplectrum didieri Finet 1907[1][3][4]